# 네이비 피어

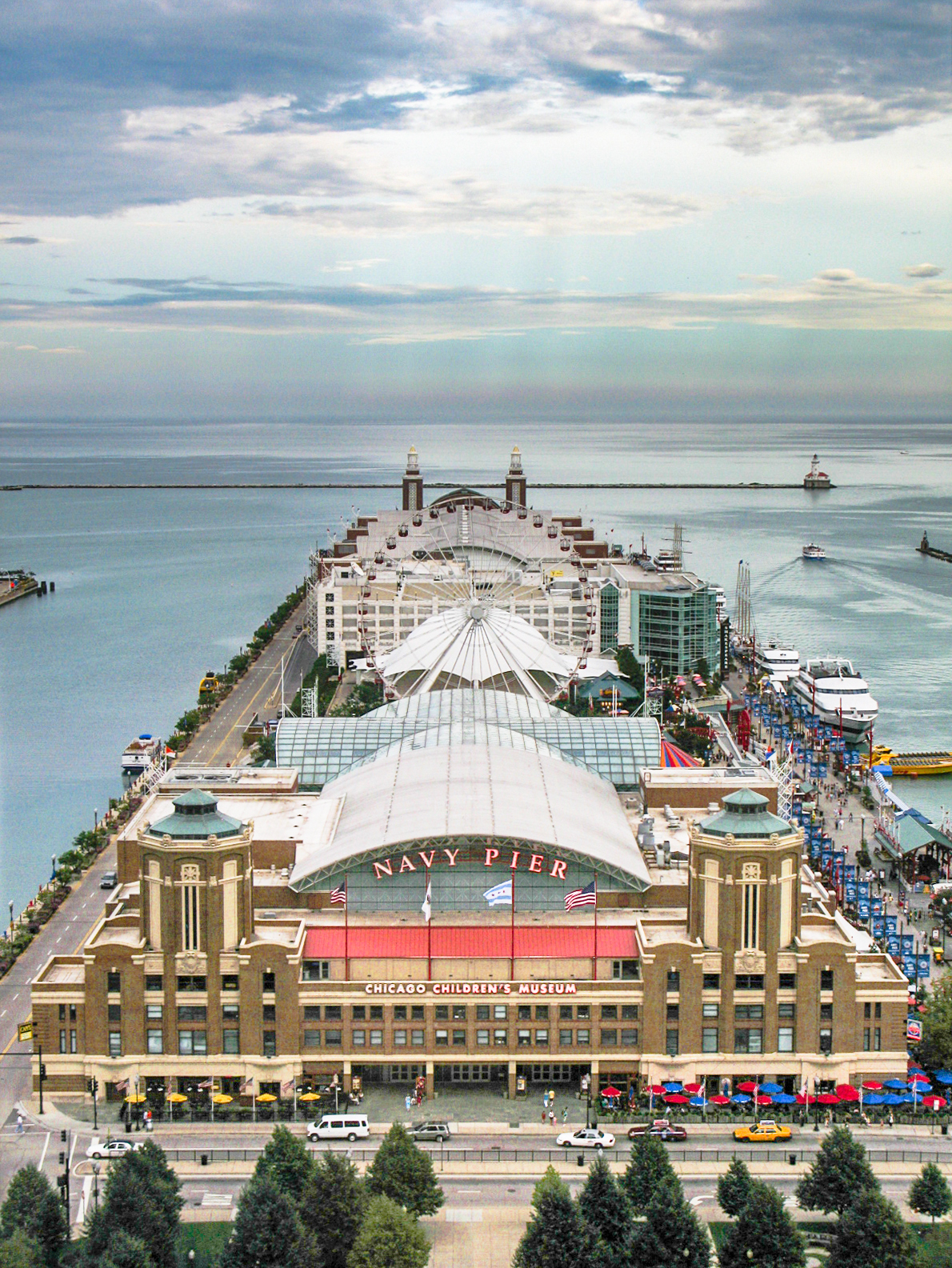
네이비 피어

네이비 피어(Navy Pier)는 미국 일리노이주 시카고의 미시간호 연안에 있는 부두 모양의 매립 지역이다. 레크리에이션 시설이 들어서 있다.

## 주요 시설
- 네이비 피어 분수
  - 밥 뉴하트 동상

- 패밀리 파빌리온
  - 시카고 어린이 박물관
  - IMAX 극장
  - 각종 음식점, 상점 등

- 네이비 피어 파크
  - 관람차
  - 회전목마 등 놀이기구

- 독 스트리트 숍
  - 시카고 셰익스피어 극장
- 어메이징 시카고 펀하우스 메이즈
  - 각종 음식점, 상점 등

- 페스티벌 홀
  - 스미스 스테인드 글라스 박물관
  - 전시장
  - 테라스
  - 음식점, 카페 등

- 부두